# 黎紫書
黎紫書（1971年12月8日—），本名林宝玲，當代馬華文學代表性作家之一。

## 生平
1971年生於馬來西亞霹靂州怡保市，霹雳女子中学畢業後，曾任《星洲日报》記者12年。後專事寫作。
她在二十多歲時便多次獲得馬來西亞最重要的華文文學獎花踪文学奖，是該獎創辦以來獲獎最多次的作家。之後又陸續獲得臺灣的聯合報文學獎和時報文學獎，逐漸在整個華人地區獲得廣泛重視。

## 作品爭議
黎紫書早年曾以數篇關於馬華及馬共歷史的短篇小說（〈蛆魘〉〈山瘟〉〈夜行〉〈州府紀略〉〈七日食遺〉等）屢獲各大文學獎，但日後她曾坦言這些題材都是為迎合文學獎評審而寫，家國、族群從來不是她關注的課題，「不再參加文學獎後，寫的才是她自己真正想寫的作品」。林春美曾批評黎紫書這些關於馬共的短篇小說醜化馬共人物形象、將馬共歷史虛無化，「進一步鞏固官方觀點」。

## 著作列表
長篇小說
- 《告別的年代》（臺灣聯經出版公司，2010；中国大陆新星出版社，2012）
- 《流俗地》（臺灣麥田出版，2020；馬來西亞有人出版社，2020；中国大陆北京十月文艺出版社，2021）

短篇小說
- 《天國之門》（臺灣麦田出版公司，1999）
- 《山瘟》（臺灣麦田出版公司，2000）
- 《出走的乐园》（中国大陆花城出版社，2005)
- 《野菩薩》（臺灣聯經出版公司，2011；中国大陆新星出版社，2013）
- 《未完‧待續》（臺灣寶瓶文化，2014）

微型小說
- 《微型黎紫書》（馬來西亞学而出版社，1999）
- 《无巧不成书》（馬來西亞有人出版社，2006；臺灣寶瓶文化，2010）
- 《简写》（馬來西亞有人出版社，2009；臺灣寶瓶文化，2009）
- 《女王回到城堡》（中国大陆江蘇文藝出版社，2010）
- 《余生——黎紫書微型小說自選集》（馬來西亞有人出版社，2017；中国大陆花城出版社，2017）
- 《黎紫書小小說》(匯智出版有限公司, 2022)

散文
- 《因时光无序》（馬來西亞有人出版社，2008）
- 《暫停鍵》（臺灣聯經出版公司，2012；中国大陆新星出版社，2016）

個人選集
- 《独角戏》（香港明报月刊，2009）

編著
- 《花海无涯》（1-7屆花蹤文學獎資料集）（馬來西亞有人出版社，2004）

## 主要榮譽
- 1995年馬來西亞全國微型小說比賽首獎（〈阿爺的木瓜樹〉）
- 1995年第3屆花踪文学奖馬華小說首獎（〈把她寫進小說裡〉）
- 1996年台灣第18屆聯合報文學獎短篇小說首獎（〈蛆魘〉）
- 1997年第4屆花踪文学奖馬華小說首獎（〈推开阁楼之窗〉）、馬華散文首獎（〈画皮〉）、小说推荐奖
- 1999年第5屆花踪文学奖馬華小說首獎（〈流年〉）、小说推荐奖
- 2000年台灣第22屆聯合報文學獎短篇小說首獎（〈山瘟〉）
- 2001年第6屆花踪文学奖世界华文小说首獎（〈国北边陲〉）、馬華散文獎佳作（〈梦见飞行〉）、小说推荐奖
- 2003年第7屆花踪文学奖小说推荐奖
- 2005年台湾第28屆時報文學獎短篇小說評審獎（〈我們一起看飯島愛〉）
- 2005年台灣第27屆聯合報文學獎散文評審獎（〈七日食遺〉）
- 《告別的年代》先後被選入2010年亞洲週刊中文十大小說、2011年中國時報開卷好書獎中文創作類十大好書、《文讯》杂志2001-2015华文长篇小说20部
- 2011年第11屆花踪文学奖马华文学大奖
- 2012年第四屆紅樓夢獎專家推薦獎（《告別的年代》）
- 2012年第一屆方修文學獎小說首獎（《告別的年代》）
- 2016年新加坡第四屆南洋华文文学奖
- 2024年第八屆郁達夫小說獎-中篇小說獎（〈一個陌生女人的來信〉）

## 外部連結
- 黎紫書微博（页面存档备份，存于）
- 专访黎紫书：马华文学有种甩不掉的自怜
- 黎紫書博客: 巫女的沉思（页面存档备份，存于）
- 王德威：〈异化的国族，错位的寓言——黎紫书《野菩萨》（页面存档备份，存于）〉。